# العمل دائما دون لعب يجعل من جاك صبيا مملا

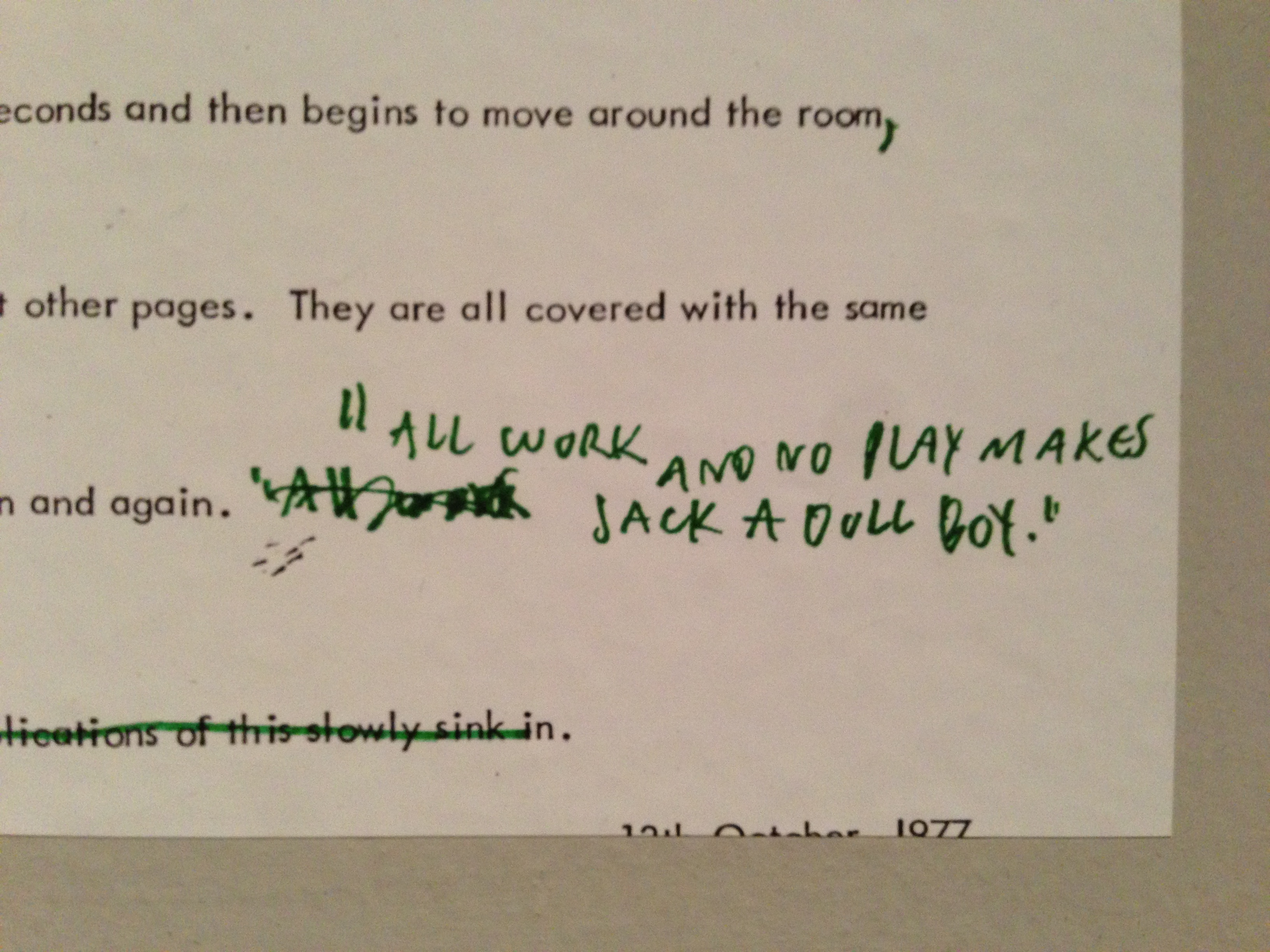
المقصود به انه دون اخذ اجازة من العمل يُصبح الشخص مُملا ويشعر بالممل في ذات الوقت

العمل دائماً دون لعب يجعل من جاك صبيا مملاً (بالإنجليزية: All work and no play makes Jack a dull boy)‏ هو مثل، والمقصود به أنه دون أخذ إجازة من العمل، يُصبِح الشخص مُمِلًا ويشعر بالملل في ذات الوقت. لا تزال أصول هذه العبارة غير واضحة، على الرغم من أنها سُجِلت في وقت مبكر من عام 1659 في أمثال جيمس هاول باللغات الإنجليزية والإيطالية والفرنسية والإسبانية (1659).